# Prowincja Pistoia
Prowincja Pistoia (wł. Provincia di Pistoia) – prowincja we Włoszech. 
Nadrzędną jednostką podziału administracyjnego jest region (tu: Toskania), a podrzędną jest gmina.
Liczba gmin w prowincji: 22.